# Ras El Oued
Ras El Oued (în arabă راس الواد) este o comună din provincia Bordj-Bou-Arreridj, Algeria.
Populația comunei este de 51.482 locuitori (2008).